# Sonja Akkerman
Sonja Akkerman (Christchurch, 25 ottobre 1965) è un'ex cestista neozelandese.

## Carriera
Con la Nuova Zelanda ha disputato i Campionati mondiali del 1994.